# Diamant masqué
Poephila personata
Espèce
Statut de conservation UICN

 LC  : Préoccupation mineure
Le Diamant masqué (Poephila personata) est une espèce de passereau appartenant à la famille des Estrildidae.

## Description
Il mesure 12,5 à13,5 cm de longueur. Le mâle est plus grand que la femelle sinon les deux sexes sont similaires. Il est brun cannelle dessus, plus pâle dessous avec un croupion blanc, une tache noire sur les flancs et un masque noir. Il a un bec jaune et une queue noire pointue. La sous-espèce orientale P. p. leucotis a les joues blanchâtres.

## Mode de vie
Il vit en couple ou en petits groupes, fourrageant le jour, principalement sur le sol pour trouver des graines d'herbe. Le soir et tôt le matin, un grand nombre, parfois des milliers d'individus, peuvent se rassembler autour des points d'eau pour boire, se baigner, se lisser les plumes, battre des ailes et pépier sans cesse.

## Reproduction
Les couples construisent un nid d'herbes en dôme, doublé de fines herbes, de plumes et de charbon de bois à la fin de la saison des pluies ou au début de la saison sèche. La position du nid  : il peut être aussi bien perché à 20 mètres de haut que caché dans les hautes herbes. La femelle pond cinq à six œufs blancs.

## Répartition

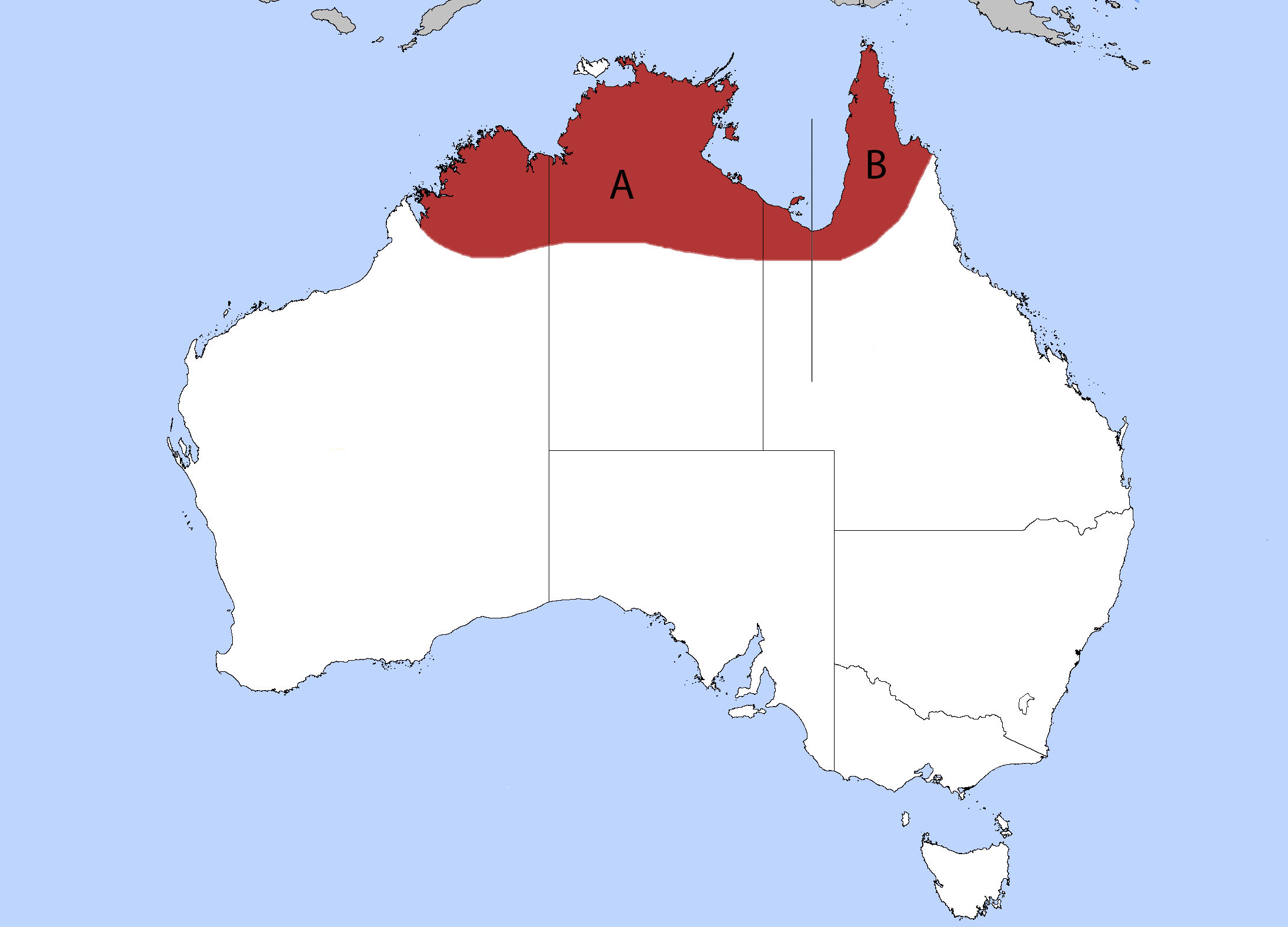
Carte de répartition du Diamant masqué

C'est un oiseau résident commun de la savane sèche dans le nord de l'Australie, du Kimberley, le Top End, le golfe de Carpentarie et la partie méridionale de la péninsule du cap York, jusqu'à Chillagoe à l'est mais toujours près de l'eau.

## Sous-espèces
Selon Avibase, cet oiseau est représenté par deux sous-espèces :
- Poephila personata personata Gould, 1842, localisée par un «A» à gauche sur la carte ci-haut ;
- Poephila personata leucotis Gould, 1847, localisée par un «B» à droite.

## Source
- Ravazzi G. (1995) Guide des oiseaux exotiques. Les Diamants et autres Estrildidés. De Vecchi, Paris, 157 p.
- BirdLife International (2008) Species factsheet: Poephila personata. Downloaded from http://www.birdlife.org on 5 August 2008.
- Clement, Peter; Harris, Alan & Davies, John (1993) Finches and Sparrows: An Identification Guide, Christopher Helm, London.
- Pizzey, Graham & Knight, Frank (1997) Birds of Australia. Harper Collins, London.